# Бінгем Каньйон

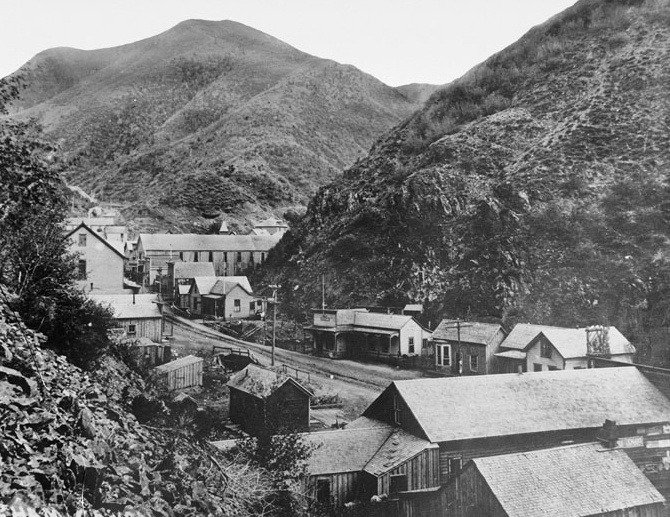
Бінгем Каньйон в 1914 році

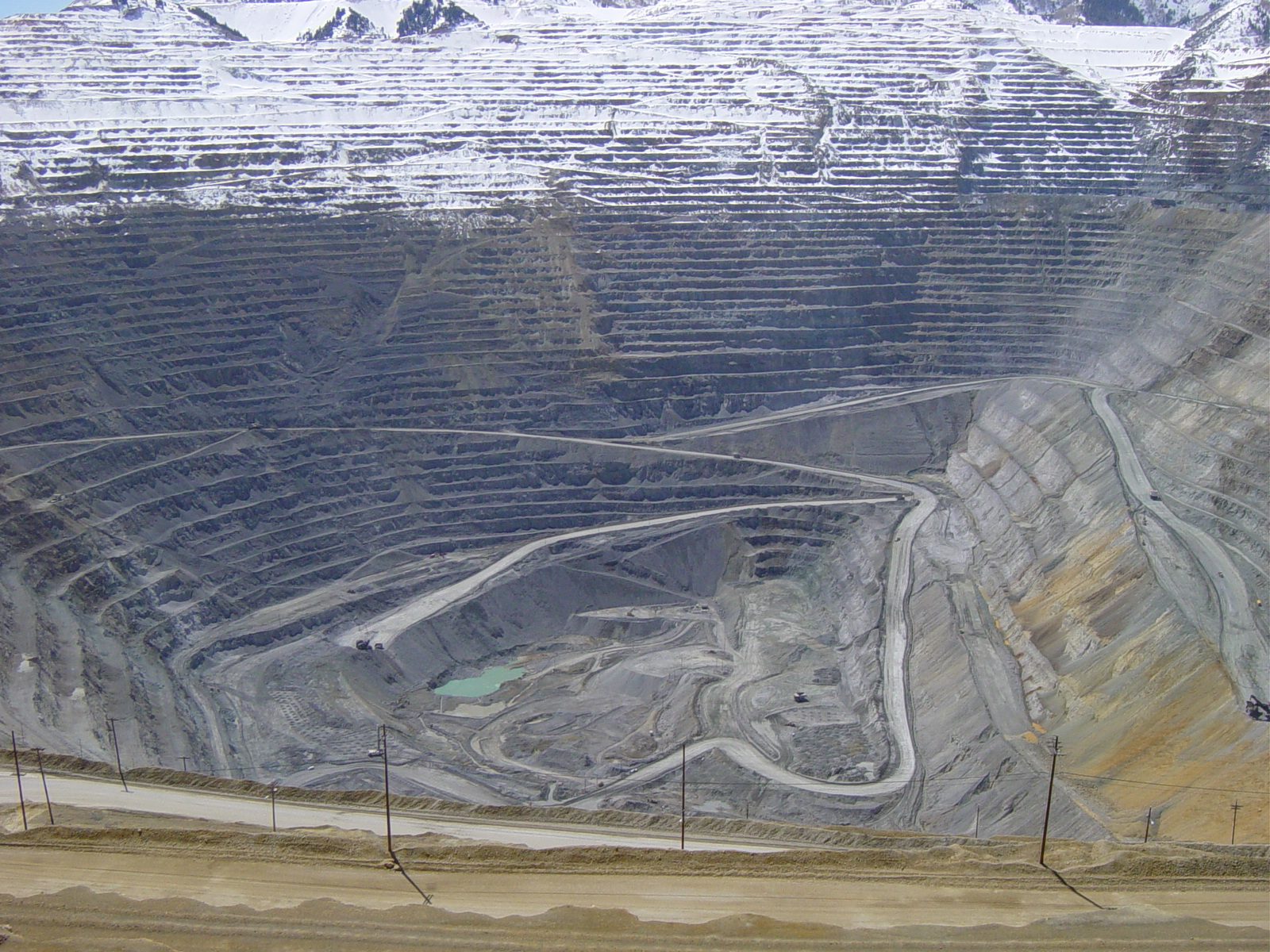
Кар'єр Бінгем-Каньйон

Бінгем Каньйон (Bingham Canyon) — гірничопромисловий центр, місто на заході США, в штаті Юта на південь від Великого Солоного озера, у приміській зоні Солт-Лейк-Сіті. 2,6 тис. жителів(1950).1,5 тис. жителів(1960). Найбільші в США розробки мідних руд, які ведуться відкритим способом в котловині Оквір-Рейнж. В районі Бінгем Каньйон видобувають також молібден, золото та срібло. Виплавка міді проходить в окрузі Гарфілд (на березі Великого Солоного озера).
Зараз у кар'єрі працює 1400 чол., щоденно вилучається 450 тис. т породи. Руда завантажується у самоскиди вантажопідйомністю 231 т.